# 896

## Události
Maďaři se usadili v Karpatské kotlině a Arpád se stal vládcem tohoto území.

## Narození
- Abú al-Hasan 'Alí al-Mas'údí, arabský historik a geograf († 956)

## Hlavy státu
- České knížectví – Spytihněv I.
- Velkomoravská říše – Mojmír II.
- Papež – Formosus – Bonifác VI. – Štěpán VI.
- Anglie – Alfréd Veliký
  - Mercie – Æthelred (879–911)
- Skotské království – Donald II.
- Východofranská říše – Arnulf Korutanský
- Západofranská říše – Odo Pařížský
- Uherské království – Arpád
- První bulharská říše – Symeon I.
- Kyjevská Rus – Oleg
- Byzanc – Leon VI. Moudrý
- Svatá říše římská – Arnulf Korutanský